# Michele Tito
Michele Tito (ur. 18 czerwca 1920 w Trieście, zm. 11 stycznia 1961 w Genui) – włoski lekkoatleta specjalizujący się w biegach sprinterskich, brązowy medalista letnich igrzysk olimpijskich w Londynie (1948) w sztafecie 4 × 100 metrów.

## Sukcesy sportowe
| Rok  | Miasto | Zawody    | Konkurencja        | Wynik         |
| ---- | ------ | --------- | ------------------ | ------------- |
| 1948 | Londyn | olimpiada | sztafeta 4 × 100 m | brązowy medal |

## Rekordy życiowe
- bieg na 100 metrów – 10,5 – 1941